# Ceraleurodicus keris
Ceraleurodicus keris là một loài côn trùng cánh nửa trong họ Aleyrodidae, phân họ Aleurodicinae.
Ceraleurodicus keris được Martin miêu tả khoa học đầu tiên năm 2004.